# Ilonse
Ilonse est une commune française située dans le département des Alpes-Maritimes, en région Provence-Alpes-Côte d'Azur.
Ses habitants sont appelés les Ilonsois.

## Géographie

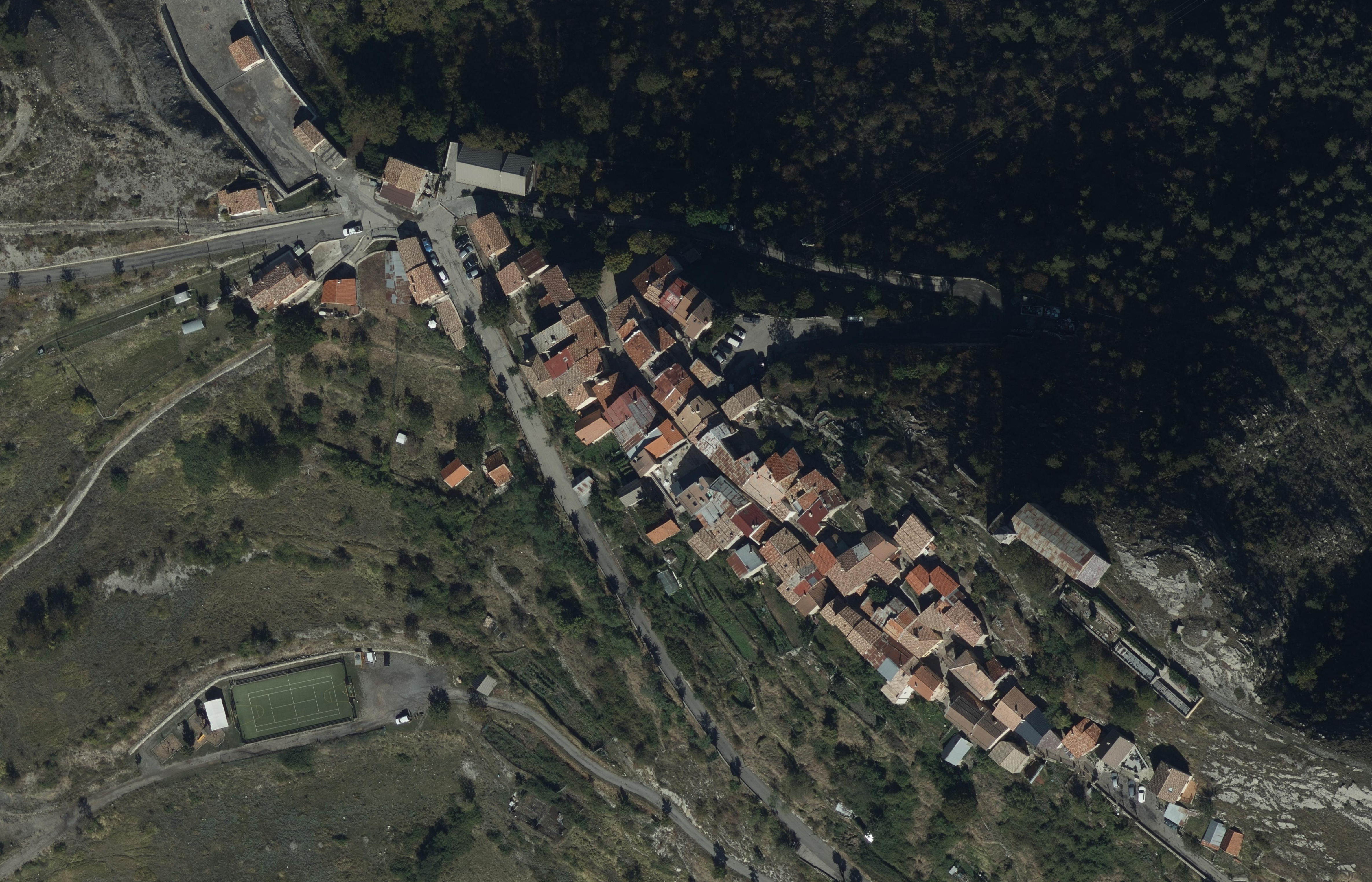
Vue aérienne de la commune.

### Localisation
Ilonse se situe à 25 km de Clans et 72 (une heure) de Nice.

### Géologie et relief
Commune proche de la vallée de la Tinée.
- Hameaux[2] :
  - Abillièra,
  - Irougne,
  - Le Pous.
- Reliefs :
  - Lauvet d’Ilonse,
  - Lauvet de Roubion,
  - Tête de Vairon,
  - Mont Lieuche,
  - Brec d’Ilonse,
  - Pointe des 4 Cantons.

### Catastrophes naturelles - Sismicité
Le 2 octobre 2020, de nombreux villages des diverses vallées des Alpes-Maritimes (Breil-sur-Roya, Fontan, Roquebillière, St-Martin-Vésubie, Tende...) sont fortement impactés par un "épisode méditerranéen" de grande ampleur. Certains hameaux sont restés inaccessibles jusqu'à plus d'une semaine après la catastrophe et l'électricité n'a été rétablie que vers le 20 octobre. L'Arrêté du 7 octobre 2020 portant reconnaissance de l'état de catastrophe naturelle a identifié 55 communes, dont Ilonse, au titre des "Inondations et coulées de boue du 2 au 3 octobre 2020".
Commune située dans une zone de sismicité moyenne.

### Hydrographie et les eaux souterraines
Cours d'eau sur la commune ou à son aval :
- rivière la Tinée,
- vallons de coulié, d'abéliéra, de la figaïrasse, des chalanches, de gineste, de bramafam, du moulin, du pas de masse, de la villette,
- ruisseaux le roudiquiéry, de l'arsilane, de gaudissart,
- riou blanc,
- ravins de duina, de la médecine.

Ilonse dispose d'une station d'épuration d'une capacité de 250 équivalent-habitants.

### Climat
Pour des articles plus généraux, voir Climat de Provence-Alpes-Côte d'Azur et Climat des Alpes-Maritimes.
En 2010, le climat de la commune est de type climat des marges montargnardes, selon une étude du Centre national de la recherche scientifique s'appuyant sur une série de données couvrant la période 1971-2000. En 2020, Météo-France publie une typologie des climats de la France métropolitaine dans laquelle la commune est exposée à un climat de montagne ou de marges de montagne et est dans la région climatique Var, Alpes-Maritimes, caractérisée par une pluviométrie abondante en automne et en hiver (250 à 300 mm en automne), un très bon ensoleillement en été (fraction d’insolation > 75 %), un hiver doux (8 °C) et peu de brouillards.
Pour la période 1971-2000, la température annuelle moyenne est de 10,5 °C, avec une amplitude thermique annuelle de 16,1 °C. Le cumul annuel moyen de précipitations est de 1 089 mm, avec 5,8 jours de précipitations en janvier et 6,1 jours en juillet. Pour la période 1991-2020, la température moyenne annuelle observée sur la station météorologique de Météo-France la plus proche, « Rimplas_sapc », sur la commune de Rimplas à 4 km à vol d'oiseau, est de 12,2 °C et le cumul annuel moyen de précipitations est de 908,8 mm. 
La température maximale relevée sur cette station est de 35,5 °C, atteinte le 23 août 2023 ; la température minimale est de −10,7 °C, atteinte le 27 février 2018,,.
Les paramètres climatiques de la commune ont été estimés pour le milieu du siècle (2041-2070) selon différents scénarios d'émission de gaz à effet de serre à partir des nouvelles projections climatiques de référence DRIAS-2020. Ils sont consultables sur un site dédié publié par Météo-France en novembre 2022.

### Voies de communications et transports

#### Voies routières
La route arrive à Ilonse en 1945. Une route est inaugurée en septembre 1987 entre Ilonse et Pierlas.
Village accessible par les départementales depuis la nationale 202, Touët-sur-Var, D 28 puis D 428 et M 59 depuis Pierlas.

#### Transports en commun
Transport en Provence-Alpes-Côte d'Azur
- Commune desservie par le réseau Lignes d'Azur.

| Roubion         | Roure, Saint-Sauveur-sur-Tinée | Rimplas, Valdeblore |
| Pierlas         | Ilonse                         | Marie               |
| Lieuche, Thiéry | Villars-sur-Var, Massoins      | Bairols             |

### Intercommunalité
Commune membre de la Métropole Nice Côte d'Azur.

## Urbanisme
La commune est intégrée dans le plan local d'urbanisme métropolitain approuvé le 25 octobre 2019.

### Typologie
Au 1er janvier 2024, Ilonse est catégorisée commune rurale à habitat très dispersé, selon la nouvelle grille communale de densité à 7 niveaux définie par l'Insee en 2022.
Elle est située hors unité urbaine. Par ailleurs la commune fait partie de l'aire d'attraction de Nice, dont elle est une commune de la couronne,. Cette aire, qui regroupe 100 communes, est catégorisée dans les aires de 200 000 à moins de 700 000 habitants,.

### Occupation des sols
L'occupation des sols de la commune, telle qu'elle ressort de la base de données européenne d’occupation biophysique des sols Corine Land Cover (CLC), est marquée par l'importance des forêts et milieux semi-naturels (98,4 % en 2018), une proportion identique à celle de 1990 (98,4 %). La répartition détaillée en 2018 est la suivante : 
forêts (61,6 %), milieux à végétation arbustive et/ou herbacée (34,2 %), espaces ouverts, sans ou avec peu de végétation (2,5 %), prairies (1,6 %).
L'évolution de l’occupation des sols de la commune et de ses infrastructures peut être observée sur les différentes représentations cartographiques du territoire : la carte de Cassini (XVIIIe siècle), la carte d'état-major (1820-1866) et les cartes ou photos aériennes de l'IGN pour la période actuelle (1950 à aujourd'hui).

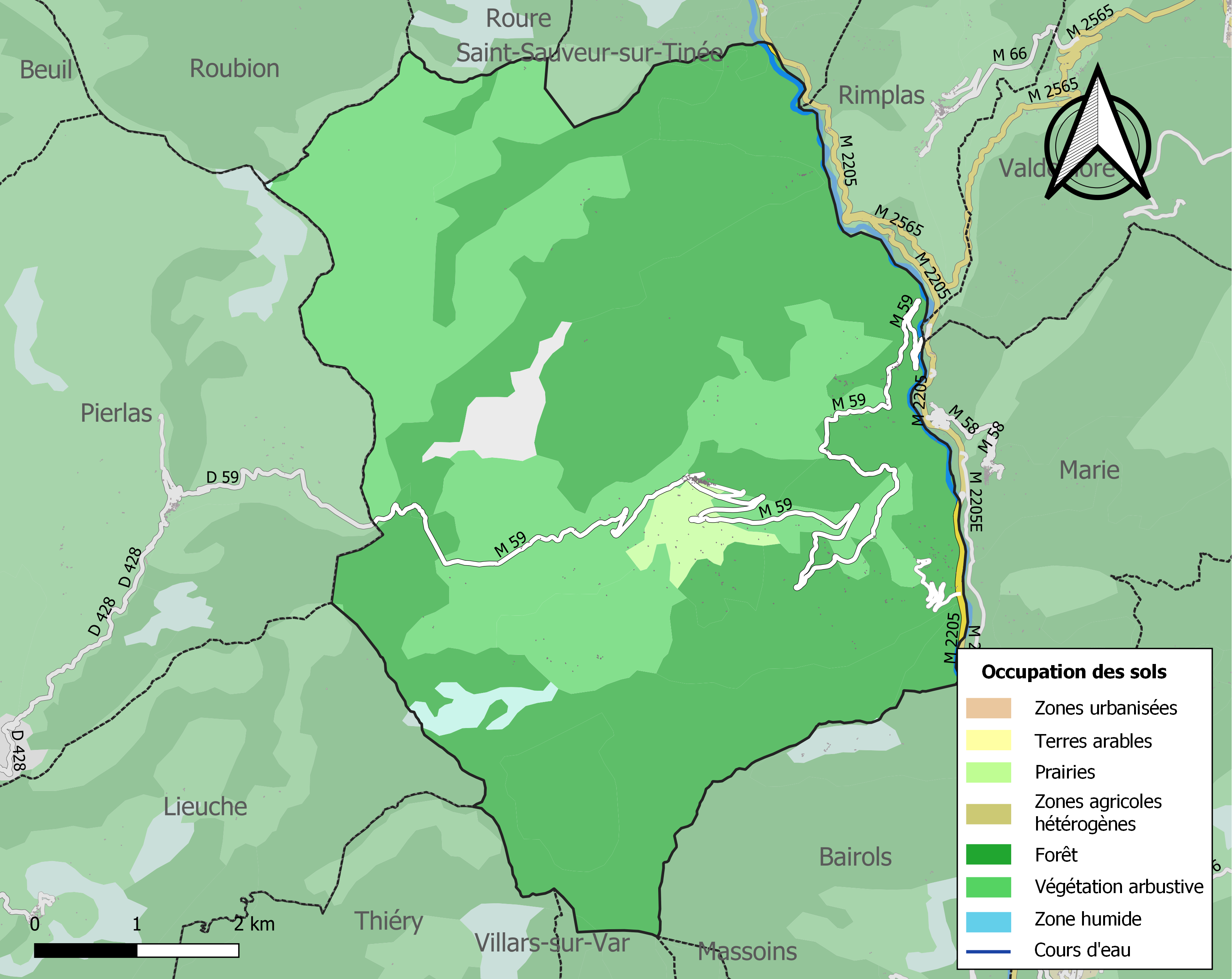
Carte de l'occupation des sols de la commune en 2018 (CLC).

## Histoire
Une voie romaine reliait les deux capitales successives de la province des Alpes-Maritimes, Cimiez et Embrun. Elle devait passer par la vallée de la Tinée et à partir de Saint-Sauveur-sur-Tinée se dirigeait vers le Var par Ilonse ou Roubion.
L'abbaye de Saint-Dalmas-de-Pedona avait un prieuré placé sous le vocable de saint Laurent et une chapelle Notre-Dame à Ilonse.
Le village apparaît dans le cartulaire de l'abbaye de Lérins au XIe siècle, Ilontia, puis au XIIe siècle Ilonza dans le cartulaire de la cathédrale de Nice.
Le village a d'abord appartenu à la famille Féraud de Thorame, Thorame-Glandevès, puis aux Grimaldi de Bueil au XIVe siècle.
La peste de 1327 emporta toute la population qui se trouvait dans le vieux castel.
En 1344, Astruge Grimaldi ou Astruga Rostagni-Grimaldi, devenue veuve, acheta la seigneurie aux Glandevès mais dût faire valoir ses droits auprès de la Communauté des habitants par la force. Le 18 février 1344, le viguier de Tinée donne l'investiture de la seigneurie aux barons de Beuil et ordonne aux habitants d'Ilonse de reconnaître Astruge Grimaldi. Les habitants passent l'acte de reconnaissance mais refusent de payer certaines redevances féodales, en particulier de participer au paiement de la dot de Tiburge Grimaldi à son mariage avec Ludovic ou Louis Lascaris de Vintimille. Traités durement par les agents de la dame Astruga, les habitants se révoltent. Faucon d'Agoût au nom du sénéchal de Provence Hugues del Bazo vient à Ilonse avec ses milices et décide de convoquer un tribunal arbitral composé du chevalier Guillaume du Puget et de Philippe Balbi, co-seigneur de Saint-Sauveur-sur-Tinée. Le jugement est prononcé par l'évêque de Nice et Philippe Balbi en présence de la dame Astruga, de son père Guillaume Rostaing, de son fils Barnabé Grimaldi et des représentants de la commune, et publié le 9 août 1348. Ils sont condamnés le 2 mai 1351 à payer une indemnité.
Le 29 novembre 1390, Jean Grimaldi de Bueil renonce contre 105 écus annuels à tous ses droits féodaux sur les habitants d'Ilonse sauf exceptions énoncées.
En 1621, à la suite de l'exécution du dernier comte de Beuil, Annibal Grimaldi, le château est démoli. Ilonse devient une seigneurie des Badat, et les habitants font hommage et prêtent serment de fidélité le 6 juillet 1621.
En 1729, Ilonse devient une seigneurie des Pascalis avec le titre de comte.
En 1848, le hameau d'Abeleria est détruit par un incendie.
En 1860, Ilonse, comme la plus grande partie du comté de Nice, est rattachée à la France. La commune fait alors partie du canton de Saint-Sauveur-sur-Tinée.

## Politique et administration
| Période   | Période  | Identité               | Étiquette | Qualité       |
| --------- | -------- | ---------------------- | --------- | ------------- |
| 1860      |          | Laurent Issautier      |           |               |
| 1865      |          | François Audoly        |           |               |
| 1870      |          | Jean Bres              |           |               |
| 1874      |          | Baptiste Audoli        |           |               |
| 1878      |          | Augustin Ciamos        |           |               |
| 1884      |          | Jean-Baptiste Audoli   |           |               |
| 1888      |          | Joseph Mario           |           |               |
| 1890      |          | Louis Poesi            |           |               |
| 1892      |          | Jean-Baptiste Richelme |           |               |
| 1896      |          | Baptiste Ricelme       |           |               |
| 1900      |          | Baptiste Ciamos        |           |               |
| 1904      |          | Baptiste Ricelme       |           |               |
| 1908      |          | Joseph Pierlas         |           |               |
| 1912      |          | Eugène Dalbouse        |           |               |
| 1929      |          | Joseph Ribotti         |           |               |
| 1934      |          | Honoré Riquier         |           |               |
| 1935      |          | Louis Paul             |           |               |
| 1938      |          | André Rousset          |           |               |
| 1938      |          | Charles Rousset        |           |               |
| 1945      |          | Louis Bres             |           |               |
| 1945      |          | Lucien Pierlas         |           |               |
| 1983      |          | Michel Rittano         |           |               |
| 1995      |          | Christian Castellani   |           |               |
| mars 2008 | En cours | Richard Lions          | DVD       | Fonctionnaire |

### Budget et fiscalité 2019

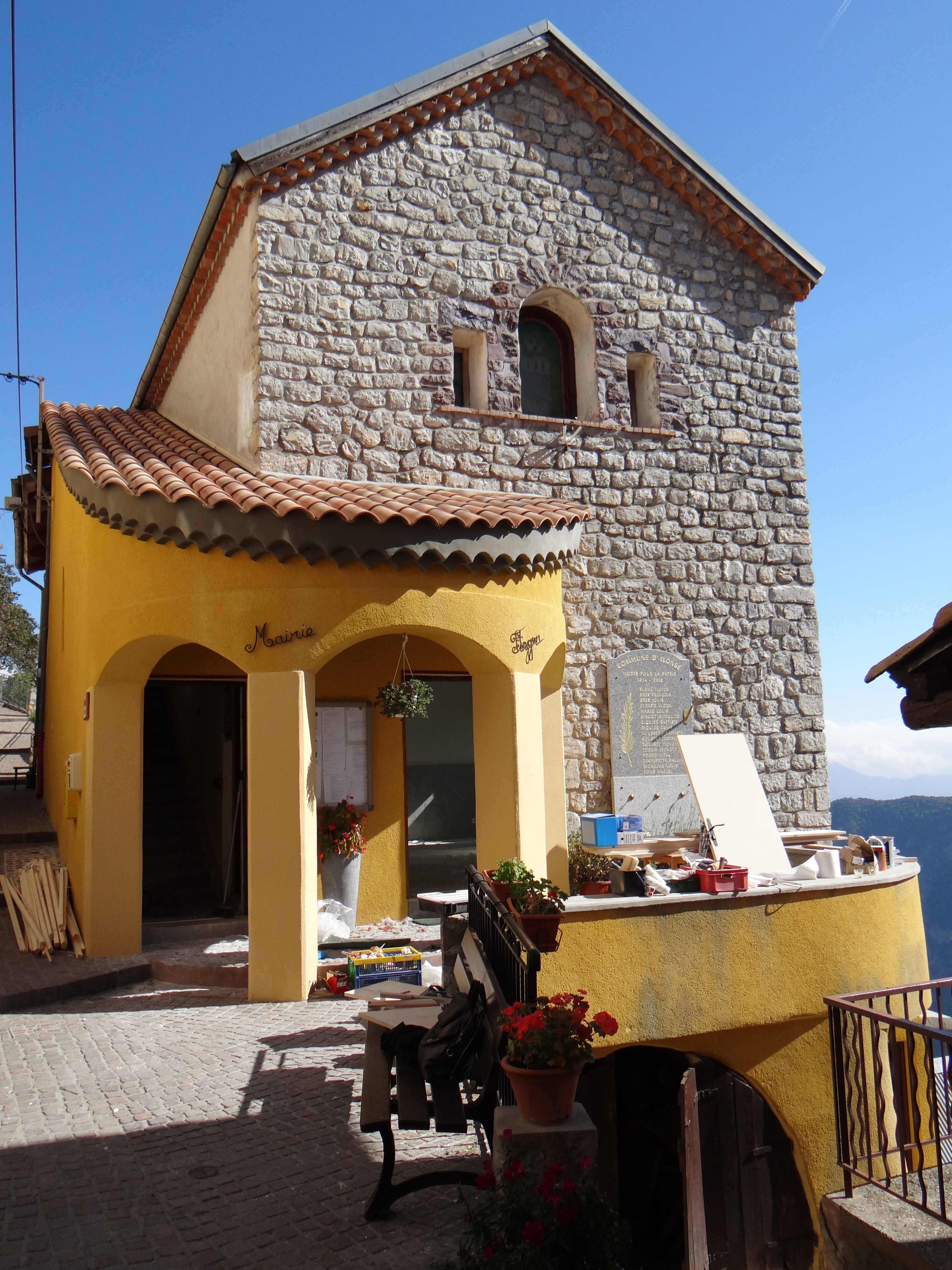
La mairie.

En 2019, le budget de la commune était constitué ainsi :
- total des produits de fonctionnement : 232 000 €, soit 1 200 € par habitant ;
- total des charges de fonctionnement : 171 000 €, soit 889 € par habitant ;
- total des ressources d'investissement : 182 000 €, soit 941 € par habitant ;
- total des emplois d'investissement : 124 000 €, soit 641 € par habitant ;
- endettement : 31 000 €, soit 161 € par habitant.

Avec les taux de fiscalité suivants :
- taxe d'habitation : 8,43 % ;
- taxe foncière sur les propriétés bâties : 29,54 % ;
- taxe foncière sur les propriétés non bâties : 39,11 % ;
- taxe additionnelle à la taxe foncière sur les propriétés non bâties : 0,00 % ;
- cotisation foncière des entreprises : 0,00 %.

Chiffres clés Revenus et pauvreté des ménages en 2017 : médiane en 2017 du revenu disponible, par unité de consommation.

## Population et société

### Démographie

#### Évolution démographique
L'évolution du nombre d'habitants est connue à travers les recensements de la population effectués dans la commune depuis 1793. Pour les communes de moins de 10 000 habitants, une enquête de recensement portant sur toute la population est réalisée tous les cinq ans, les populations de référence des années intermédiaires étant quant à elles estimées par interpolation ou extrapolation. Pour la commune, le premier recensement exhaustif entrant dans le cadre du nouveau dispositif a été réalisé en 2005.

En 2022, la commune comptait 137 habitants, en évolution de −29,02 % par rapport à 2016 (Alpes-Maritimes : +2,85 %, France hors Mayotte : +2,11 %).
| 1793 | 1800 | 1806 | 1822 | 1831 | 1838 | 1841 | 1848 | 1851 |
| ---- | ---- | ---- | ---- | ---- | ---- | ---- | ---- | ---- |
| 434  | 570  | 534  | 571  | 809  | 659  | 713  | 978  | 652  |

| 1858 | 1861 | 1866 | 1872 | 1876 | 1881 | 1886 | 1891 | 1896 |
| ---- | ---- | ---- | ---- | ---- | ---- | ---- | ---- | ---- |
| 506  | 493  | 481  | 401  | 434  | 435  | 377  | 333  | 354  |

| 1901 | 1906 | 1911 | 1921 | 1926 | 1931 | 1936 | 1946 | 1954 |
| ---- | ---- | ---- | ---- | ---- | ---- | ---- | ---- | ---- |
| 308  | 302  | 306  | 262  | 249  | 225  | 160  | 124  | 124  |

| 1962 | 1968 | 1975 | 1982 | 1990 | 1999 | 2005 | 2006 | 2010 |
| ---- | ---- | ---- | ---- | ---- | ---- | ---- | ---- | ---- |
| 102  | 80   | 57   | 55   | 78   | 113  | 129  | 132  | 167  |

| 2015 | 2020 | 2022 | - | - | - | - | - | - |
| ---- | ---- | ---- | - | - | - | - | - | - |
| 194  | 147  | 137  | - | - | - | - | - | - |

### Enseignement
En 1925, fermeture de l’école d’Abillièra.
En 1968, fermeture de l’école au village.
Établissements d'enseignements proches :
- Écoles maternelle et primaire à Clans, Saint-Sauveur-sur-Tinée,
- Collèges à Saint-Sauveur-sur-Tinée,
- Lycée à Valdeblore.

### Santé
Professionnels et établissements de santé :
- Médecins à Saint-Sauveur-sur-Tinée,
- Pharmacies à Saint-Martin-Vésubie, Roquebillière, Isola, Péone, Lantosque,
- Hôpitaux à Villars-sur-Var, Saint-Martin-Vésubie, Roquebillière.

### Cultes
- Culte catholique, Paroisse Notre-Dame de la Tinée[36], Diocèse de Nice.

## Économie

### Entreprises et commerces

#### Agriculture, chasse
- Agriculteurs[37].
- Société de Chasse.

#### Tourisme
- Gîtes communaux et ruraux[38].

#### Commerces
- En 1986, après la fermeture des derniers commerces, l’auberge communale « La Gruppio » est créée[39].

## Culture locale et patrimoine

### Lieux et monuments
- De l'ancienne seigneurie d'Ilonse, il reste les ruines d'un château qui a été démoli après l'exécution d'Annibal Grimaldi de Beuil, en 1621[40], et quelques vestiges de remparts près de l'église[41].
- Village perché, il a conservé des ruelles avec passages voûtés. On a à partir du village un beau panorama sur la vallée de la Tinée et le Valdeblore.
- Pont sur la Tinée, inauguré le 11 juin 2010. Le tablier est une structure de 5 poutres en bois espacées de 1 m, sous-bandée par des tirants métalliques tenus par des entretoises en bois. Le hourdis a été réalisé à l'aide de dalles préfabriquées en béton armé fixées sur l'extrados des poutres en bois. Sur ce hourdis ont été mis en place l'étanchéité et la couche de roulement, ainsi que les équipements de sécurité. Le tablier a une portée de 21,50 m. Il a été réalisé par l'entreprise G.T.M.-T.P. Côte d'Azur. La charpente en bois lamellé-collé a été fabriquée par Fargeot Lamellé-collé. Le maître d'ouvrage et maître d'œuvre sont le Conseil général des Alpes-Maritimes. Ce pont remplace un ancien pont réalisé en 1862-1864 par l'entreprise Restolli de Touët de Beuil.
- Le site « Massif du Lauvet d’Ilonse et des Quatre Cantons – Dôme de Barrot – Gorges du Cians »[42].

Patrimoine religieux :
- Église paroissiale Saint-Michel[43] datant du XIIIe siècle, agrandie dans la seconde partie du XVIIe siècle, restaurée aux XIXe et XXe siècles. La travée du chœur est couverte d'ogives pouvant dater de la fin du XVe ou du début du XVIe siècle. Cette partie aurait pu être l'ancienne chapelle castrale. Le reste de l'église aurait été construit après. On y a découvert au cours d'une restauration, en 1973, des peintures murales représentant saint Michel en armure pesant les âmes. Leur comparaison avec celles de la chapelle Saint-Michel de Clans les a fait attribuer à Andrea de Cella. On trouve aussi au chevet un retable sculpté avec une toile représentant saint Michel entre saint Pierre et saint Paul avec au registre supérieur le Père Éternel entouré des archanges Gabriel et Raphaël.
L'église abrite aussi un triptyque sur toile représentant saint Pons, daté de 1630, et qui se trouvait dans une chapelle qui est désaffectée aujourd'hui. Saint Pons est entouré des saints protecteurs de la peste, saint Roch et saint Sébastien[44],[45].
- 8 Chapelles[46] :
  - Chapelle Saint-Grat[47], dite chapelle des Pénitents, des XVIIe et XVIIIe siècles, avec des peintures murales modernes par Irène Pagès[48].
  - Chapelle Saint-Antoine, Asclos[49],[50].
  - Chapelle Sainte-Barbe, Le Pous[51].
  - Chapelle Saint-Maur, hameau d'Irougne[52].
  - Chapelle au col Saint-Pons[53],[54].
  - Chapelle Saint-Joseph Régeasses[55].
  - Chapelle Sainte-Marie (hameau d’Abéliéra)[56].
  - Chapelle Sainte-Catherine qui a disparu au début du Xe siècle[57].
- Monument aux morts[58].
- La croix gravée.
- Oratoire Saint-Pons[59].

Patrimoine rural :
- Le lavoir à arcades[60].
- L’ancien moulin à sanc accolé au lavoir[61].
- Le four communal.

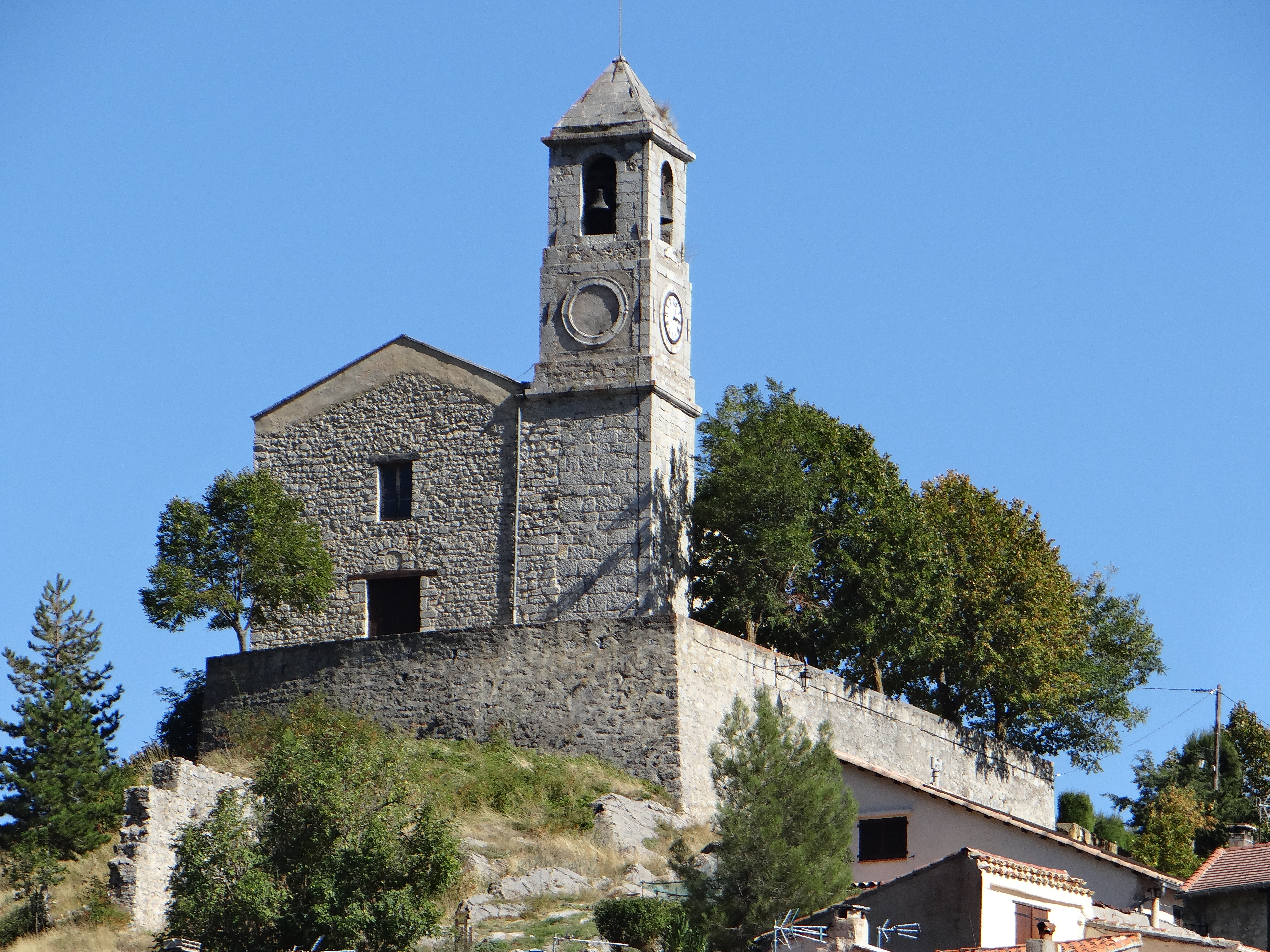
Église paroissiale Saint-Michel.
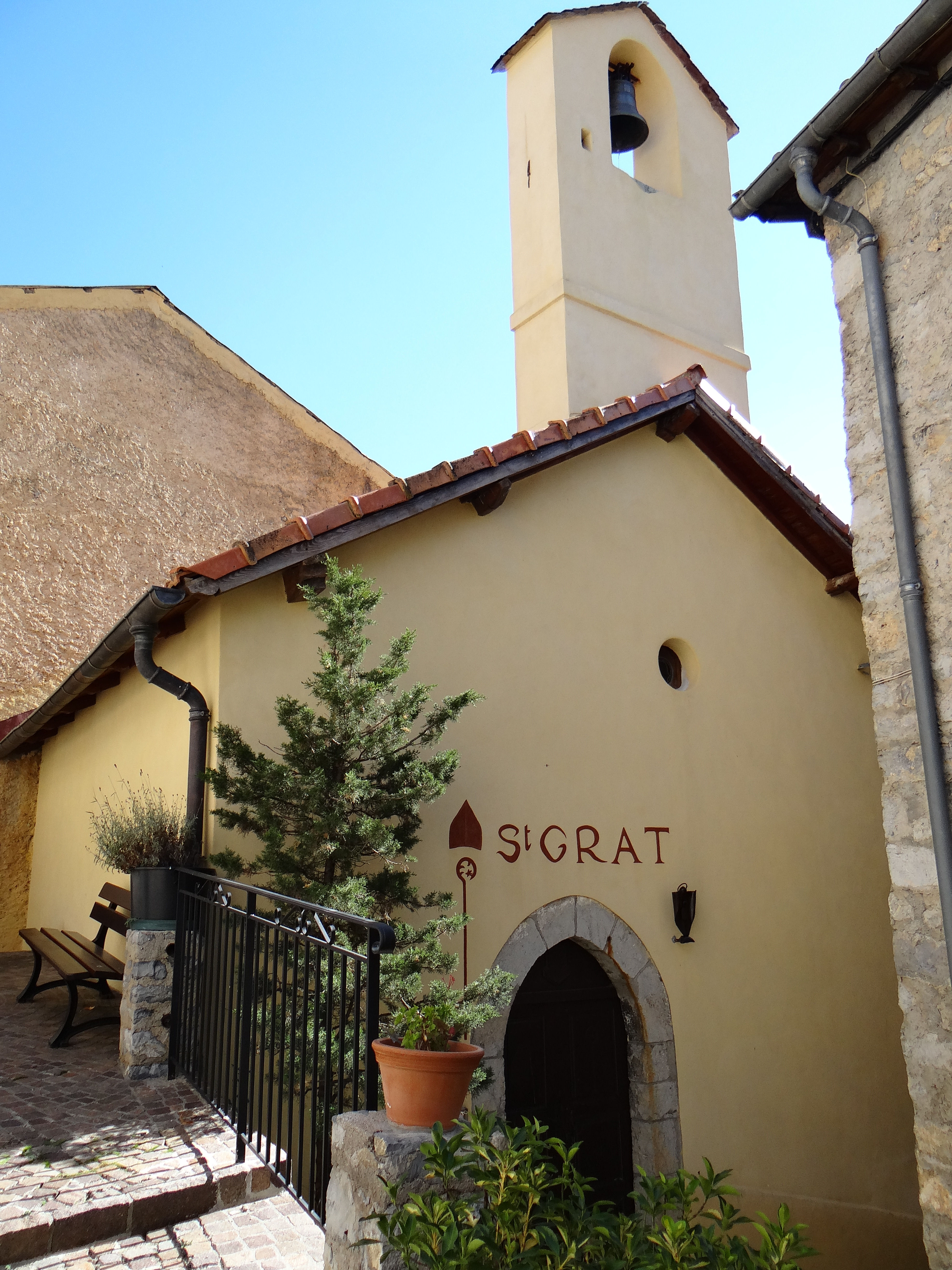
Chapelle Saint-Grat.
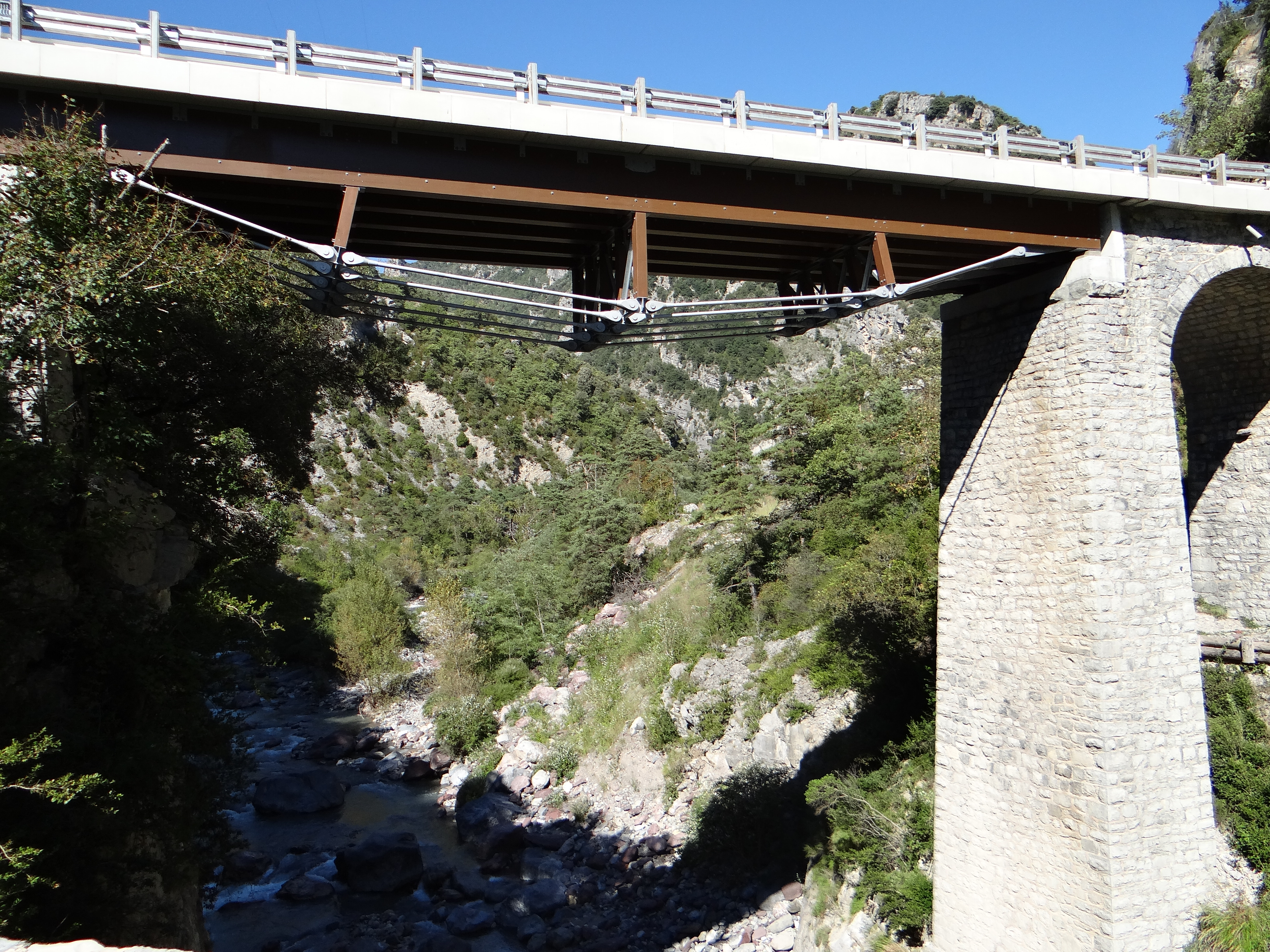
Pont sur la Tinée.
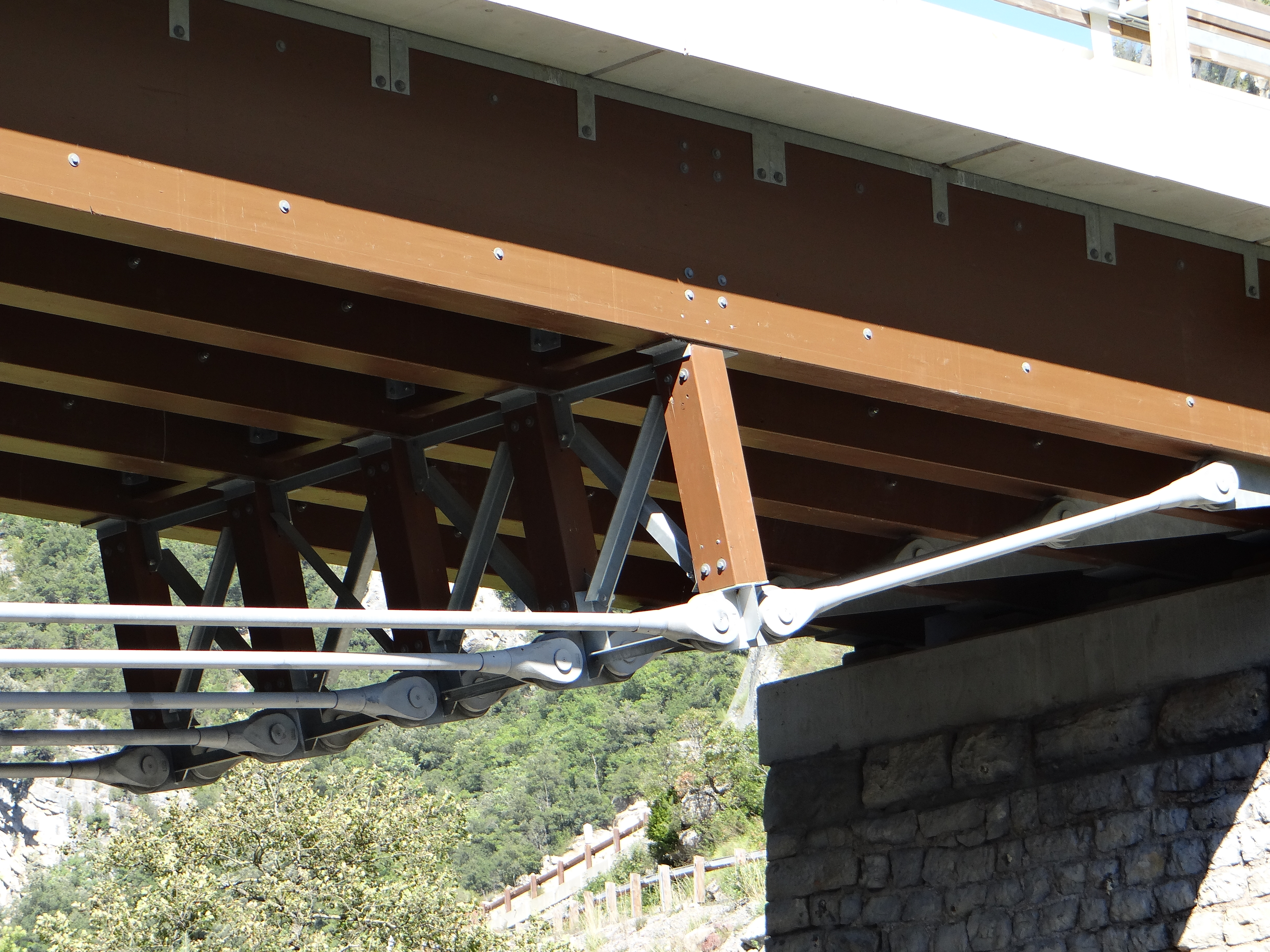
Entretoise et tirants du tablier.

### Personnalités liées à la commune
- Raimond Féraud[62], fils de Guillaume Feraud III seigneur d'Ilonse, peut-être né à Ilonse vers 1245. Mort vers 1325. Troubadour, il a fréquenté la cour de Charles Ier de Provence et l'accompagna dans le royaume de Naples. Lié à Charles II de Provence et à Marie de Hongrie, il lui a rendu hommage dans ses écrits. Entré dans l'abbaye de Lérins avant 1300, il devint prieur du prieuré de Roquestéron. Il a laissé un grand poème en provençal de 4 127 vers « Vida de saint Honorat », composé vers 1300[63], qui est le seul texte qui nous soit parvenu[64]. Il a aussi écrit une Vie de saint Hermentaire qui a disparu.
- Louis Genari, originaire d'Ilonse par son père, avocat, écrivain, compositeur.
- Joseph-Maitron Puons, membre du maquis ORA d'Ilonse[65].

### Héraldique
| Blason de Ilonse | Blason  | D’or aux trois rencontres de bélier de sable accornés d’argent, au chef de sinople chargé de trois épis de blé du champ. |
| Blason de Ilonse | Détails | Le statut officiel du blason reste à déterminer.                                                                         |